# Libano
Il Libano (in arabo لبنان‎?, Lubnān), ufficialmente Repubblica del Libano (in arabo الجمهورية اللبنانية‎?, al-Jumhūriyya al-Lubnāniyya), è uno Stato del Medio Oriente affacciato sul mar Mediterraneo. Il Libano confina a nord e a est con la Siria e a sud con Israele, a ovest si affaccia sul mar Mediterraneo. Il territorio del paese è prevalentemente montuoso ed è dominato in particolare dal monte Libano; il clima è prevalentemente di tipo mediterraneo. 
Numerose civiltà si susseguirono nella regione, in particolare i fenici, gli assiri, i babilonesi, i romani, i bizantini, gli arabi, i crociati e gli ottomani. Il moderno Libano venne realizzato dai francesi, che istituirono il Grande Libano, il quale proclamò la propria indipendenza nel 1944. Il Libano è parte del mondo arabo e la popolazione è estremamente variegata dal punto di vista confessionale e comprende una moltitudine di gruppi cristiani e musulmani. Le attività economiche principali sono i servizi bancari e finanziari, tradizionalmente sostenuti da un regime economico libero-scambista e competitivo, e il turismo.

## Origini del nome
Secondo una ricostruzione etimologica tanto diffusa quanto non scientifica, il termine Lubnān sarebbe stato utilizzato a partire dall'VIII secolo d.C. e deriverebbe dalla radice trilittera l-b-n, la stessa della parola laban (ossia "latte"), per via della somiglianza tra il Monte Libano (massiccio montuoso coperto di neve d'inverno) e il colore del latte.

## Storia

### Periodo antico

Mappa degli antichi insediamenti fenici

I più antichi insediamenti umani nell'area dell'odierno Libano risalgono al 7000 a.C., in particolare a Biblo, la più antica città del mondo abitata con continuità. Nell'antichità il Libano fu la sede della civiltà dei fenici, i cui centri propulsori furono prima Sidone e poi Tiro.
Nel VI secolo a.C. la regione fu incorporata da Ciro il Grande nell'Impero Persiano e due secoli più tardi entrò nell'orbita dei regni ellenistici successori di Alessandro Magno.
Nel I secolo a.C. ebbe luogo la conquista romana; il territorio fece parte sia della provincia romana della Siria che della provincia autonoma Phoenice Libanensis. Veterani romani si insediarono a Baalbek e Berito; quest'ultima città fu l'unico insediamento latino nel Levante.

### Il periodo bizantino, le prime dinastie islamiche e le crociate
Nel VI secolo, sotto i Bizantini, la regione risultava in gran parte cristianizzata, per quanto templi e comunità pagane fossero documentati nelle zone montuose e a Baalbek fino al VI secolo; vasta popolarità venne riscontrata in particolare dal monofisismo, perseguitato dalle autorità bizantine fedeli al Concilio di Calcedonia. La costa era parzialmente ellenizzata, mentre l'entroterra era linguisticamente misto, prevalentemente di lingua aramaica e con forti influenze greche e arabe. Il carattere greco della regione venne progressivamente diluito principalmente per effetto dalle guerre romano-persiane, le quali ebbero un effetto devastante soprattutto nel corso del VII secolo.
La presenza araba nell'area è documentata già nel periodo seleucide, data la presenza degli arabi iturei nel monte Libano; l'arabizzazione della regione accelerò però solo a partire dal VI secolo, con l'immigrazione degli arabi ghassanidi, di fede cristiana monofisita, i quali si stabilirono nel monte Libano e nel monte 'Amil; la presenza araba si ampliò progressivamente anche nella valle della Beqa' durante il VII secolo, parallelamente allo spopolamento causato dalle guerre romano-persiane. Il dominio musulmano si estese al Libano in seguito alla battaglia dello Yarmuk del 636. I nuovi dominatori, per ovviare allo spopolamento avvenuto nei decenni precedenti, stabilirono nelle città numerosi coloni arabi, persiani ed ebrei. Fino all'VIII secolo i dominatori arabi musulmani dovettero fronteggiare in numerose occasioni i bizantini; questi ultimi furono spesso sostenuti dai mardaiti, di fede cristiana, che furono alla fine trasferiti in Anatolia e in Siria.
Nel corso dei secoli successivi la composizione religiosa della regione cambiò profondamente; nelle città costiere si diffuse l'islam sunnita, mentre le popolazioni arabe delle colline e dei monti meridionali adottarono l'islam sciita; nelle zone montuose settentrionali si diffuse invece progressivamente il credo cristiano maronita, originatosi nella valle dell'Oronte; la presenza greco-ortodossa venne preservata prevalentemente attorno a Tripoli. La regione venne ampiamente arabizzata a partire dal VII secolo; la lingua araba venne adottata sia dai cristiani che dai musulmani, per quanto il greco e l'aramaico vennero parzialmente mantenuti in ambito amministrativo e liturgico. Nel corso del VIII e IX secolo a Wadi al-Taym e nello Shuf si stabilirono gli arabi tanukhidi, che si scontrarono spesso con i cristiani locali e che dettero poi origine alla dottrina drusa.

La Cittadella di Tripoli, realizzata nel XII secolo

Nel IX secolo gli Abbasidi perdettero per un breve periodo il controllo della regione, che entrò a far parte dei domini dei tulunidi, dinastia di schiavi turchi. Nel corso del X secolo subentrarono i Fatimidi con base in Egitto e gli sciiti duodecimani e ismailiti ampliarono le loro attività nel Levante; i tanukhidi volsero la loro lealtà ai nuovi dominatori e dettero progressivamente origine alla dottrina drusa, derivata da quella ismailita. Sotto i Fatimidi fu dato slancio al commercio marittimo e vennero rivitalizzate le città portuali. Nell'XI secolo parte della regione entrò a far parte dei domini dei Selgiuchidi, dinastia di origine turca.
La regione costiera venne conquistata tra l'XI e il XII secolo dai crociati, che vi stabilirono la Contea di Tripoli e vari vassalli del Regno di Gerusalemme, mentre le regioni montuose rimasero semi-indipendenti, governate dalle locali comunità sciite e dai drusi tanukhidi; la valle della Beqa' rimase invece perlopiù sotto il dominio dei Buridi di Damasco. Sotto i crociati numerosi musulmani si ritirarono nelle regioni interne, mentre migliaia di coloni franchi si stabilirono nelle città. I dominatori franchi dettero un importante impulso allo studio delle scienze. Alla fine del XIII secolo la regione venne conquistata dai Mamelucchi, i quali contribuirono a sviluppare le città, in particolare Tripoli.

### Periodo ottomano
La regione venne conquistata dall'Impero ottomano nel 1516; gli ottomani garantirono agli emiri locali una vasta autonomia. A governare furono i Ma'an, di fede drusa, e che ebbero tra i principali esponenti Fakhr al-Din II. La regione venne poi coinvolta da un conflitto tra i clan qaysiti e yemeniti, che si concluse con la vittoria dei primi nella battaglia di 'Ayn Dara del 1711; l'evento comportò un esodo dei clan drusi di origine yemenita, che si stabilirono in massa nel Hauran, consolidando la presenza cristiana maronita nel monte Libano. Ai Ma'an succedettero quindi i Shihāb, qaysiti di fede sunnita e convertitisi successivamente al cristianesimo maronita; l'esponente più rilevante di questa dinastia fu Bashir Shihab II.
La regione venne travolta nel 1860 da una guerra civile che contrappose le comunità druse a quelle maronite. Questi eventi favorirono una sempre maggiore influenza politica da parte delle potenze europee, in particolare della Francia e del Regno Unito; in particolare i francesi sostennero i maroniti. La pressione diplomatica delle potenze europee portò all'istituzione del mutasarrifato di Monte Libano nel 1861. I decenni successivi furono caratterizzati da un'intensa emigrazione verso l'Egitto e l'America e soprattutto dalla Nahda, la rinascita culturale che coinvolse il mondo arabo e che vide tra i principali protagonisti intellettuali libanesi. All'inizio del XX secolo si sviluppò in Libano un fermento separatista, spesso di orientamento panarabo. Durante la prima guerra mondiale, la flotta ottomana decretò un embargo dell'intera costa levantina, circondando la regione con truppe e tagliando fuori il Libano dal resto del mondo. L'embargo generò una grande carestia del Monte Libano, che comportò la morte di gran parte della popolazione.

### Mandato francese

Mappa del mandato francese della Siria e del Libano

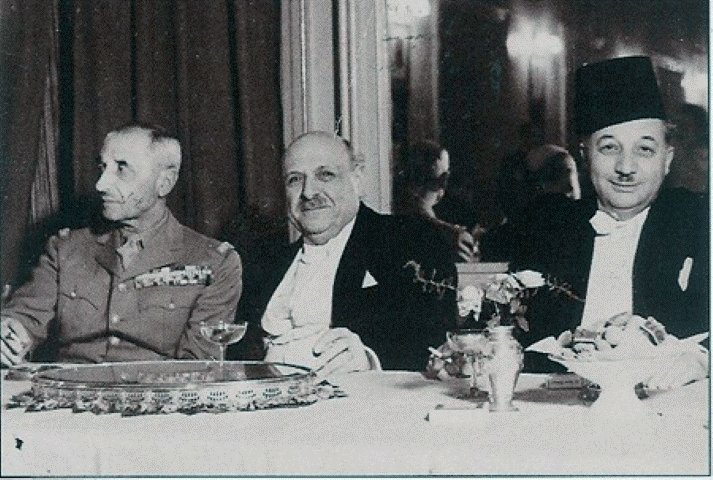
Da destra il primo ministro Riyad al-Sulh, il presidente Bishara al-Khuri e l'alto commissario della Francia libera Georges Catroux, 1943

Dopo la dissoluzione dell'Impero ottomano al termine della prima guerra mondiale, di fatto ratificando l'accordo Sykes-Picot fra Gran Bretagna e Francia (16 maggio 1916), la Società delle Nazioni affidò la Grande Siria, comprese le cinque province che oggi costituiscono il Libano, al controllo della Francia con un Mandato. Il 26 aprile 1920 la Conferenza di Sanremo definì limiti e compiti di tale protettorato; tali decisioni furono ratificate dalla Società delle Nazioni il 24 luglio 1922 ed entrarono formalmente in vigore il 29 settembre 1923.
Tuttavia, già a partire dal 1º settembre 1920, per decreto dell'alto commissario generale Henri Gouraud, la Francia istituì come indipendente sotto proprio mandato, lo Stato del Grande Libano, con capitale Beirut. Il 1º settembre 1926 la Francia istituì la Repubblica Libanese, da quel momento in poi separata dalla Siria, anche se amministrata sotto lo stesso mandato.
Nel marzo 1922 venne istituito un "consiglio rappresentativo" di 30 deputati eletti a doppio turno in collegi confessionali-territoriali con mandato quadriennale, che fu eletto per la prima volta nel maggio 1922. Tale consiglio ratificò la Costituzione libanese, che fu promulgata il 23 maggio 1926, in base alla quale esso mutò il proprio nome in "Consiglio parlamentare libanese" ed eleggendo il primo presidente del Paese, il costituzionalista Charles Debbas, di religione greco ortodossa.
Il Libano proclamò l'indipendenza nel novembre 1943, durante la seconda guerra mondiale mentre la Francia era occupata dalla Germania nazista o sotto il regime fantoccio di Vichy, il cui alto commissario mandatario, generale Henri Dentz, spingeva per l'indipendenza. Perciò il Regno Unito, che aveva varie forme di controllo su Sudan, Egitto, Palestina, Giordania e Iraq, occupò militarmente Siria e Libano e li pose sotto l'autorità della Francia libera di De Gaulle. Nell'agosto 1943 si tennero le elezioni sulla base di un decreto commissariale (sulla base del Patto Nazionale di quell'anno) che stabiliva il principio di 6/5 per il rapporto cristiani/musulmani (rimasto in vigore fino agli Accordi di Ta'if del 1989) e 55 eletti. Mentre il consiglio, riunitosi a partire dal 21 settembre, si era ridenominato Assemblea Nazionale, l'8 novembre 1943 il nuovo governo libanese abolì unilateralmente il mandato francese. Allora furono imprigionati per 11 giorni, dall'11 al 22 novembre 1943 nel castello di Rashaya il nuovo presidente Bishara al-Khuri insieme a Camille Chamoun, Riyad al-Sulh, Pierre Gemayel e altri indipendentisti in seguito all'arresto da parte delle Forces françaises libres.
La loro liberazione il 22 novembre divenne il giorno dell'indipendenza del Libano. Solo dopo la fine della seconda guerra mondiale, il 24 ottobre 1945, terminò il mandato francese mentre nel 1946 le truppe francesi e inglesi abbandonarono il paese.

### Gli anni dello sviluppo economico

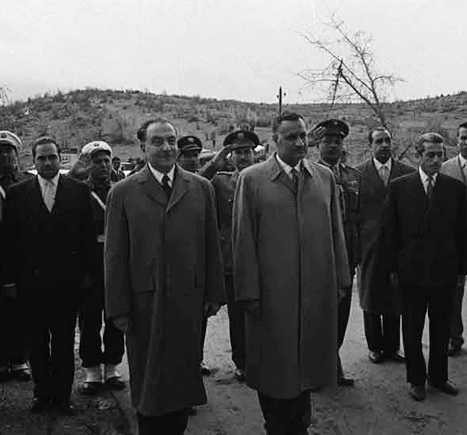
Il negoziato tra il presidente libanese Fu'ad Shihab e quello della Repubblica Araba Unita Gamal Abd el-Nasser, dopo la fine della crisi libanese del 1958

Il Patto Nazionale del 1943, mai formalizzato per iscritto, prevedeva la divisione delle cariche fra i principali gruppi religiosi del paese: la presidenza fu riservata ai cristiani maroniti, la carica di primo ministro ai musulmani sunniti e la presidenza dell'Assemblea nazionale ai musulmani sciiti.
Invece la legge elettorale fu modificata più volte, sempre salvando il principio 6/5, in particolare nel 1953 per riconoscere alle donne il diritto di voto. Le elezioni dal 1960 al 1996 hanno avuto luogo con la legge elettorale del 1960, che prevedeva 99 deputati da eleggere in 26 circoscrizioni. Tuttavia l'accordo di Ta'if (concluso il 22 ottobre 1989 e pubblicato il 21 settembre 1990) ha modificato l'articolo 24 della Costituzione per istituire la parità parlamentare tra cristiani e musulmani e fissare in 128 il numero dei deputati.
La storia libanese successiva all'indipendenza è stata caratterizzata dall'alternanza di periodi di stabilità politica e di disordini.
Il 29 novembre 1947, come tutti i paesi arabi, il Libano non accettò la risoluzione 181 dell'ONU che ripartiva il territorio della Palestina mandataria fra uno Stato ebraico e uno Stato arabo a partire dal 1948. Di conseguenza, al termine del mandato britannico (14 maggio 1948) Israele proclamò l'indipendenza e la Lega araba, incluso il Libano, iniziò la guerra, durante la quale il Libano non invase Israele, ma si limitò a dare sostegno logistico all'Esercito Arabo di Liberazione. Sconfitto quest'ultimo nella Operazione Hiram, fu stipulato un armistizio fra Israele e Libano (23 marzo 1949); tuttavia (fino al 2007) non fu firmato alcun trattato di pace.
Dopo l'armistizio del 1949 il Libano non ha più partecipato militarmente ad alcun conflitto arabo-israeliano: non alla crisi di Suez (1956), né alla guerra dei sei giorni (1967), né alla guerra del Kippur (1973).
Dopo la guerra arabo-israeliana del 1948, in Libano giunsero più di 100 000 profughi palestinesi cacciati durante la proclamazione dello Stato di Israele, mentre le risoluzioni delle Nazioni Unite non venivano applicate (né la 181 sulla partizione approvata il 29 novembre 1947 né la 194 sui profughi approvata nel dicembre 1948).
Questo, insieme a rigurgiti nazionalisti panarabi, portò alla crisi libanese del 1958, risolta dopo l'intervento USA.
Alla precarietà politica nel Libano si è sovrapposta una rapida prosperità economica, determinata dall'importanza che Beirut riveste nel Medio Oriente quale centro finanziario e commerciale. Le riforme e la modernizzazione, insieme a un'amministrazione efficiente, che il presidente Fu'ad Shihab tra gli anni cinquanta e sessanta seppe imporre al suo Paese fecero del Libano il centro economico-finanziario, ma anche culturale, dell'intero Medio Oriente, e di scambi commerciali con i principali paesi europei, in particolare Francia e Italia.

### La guerra civile

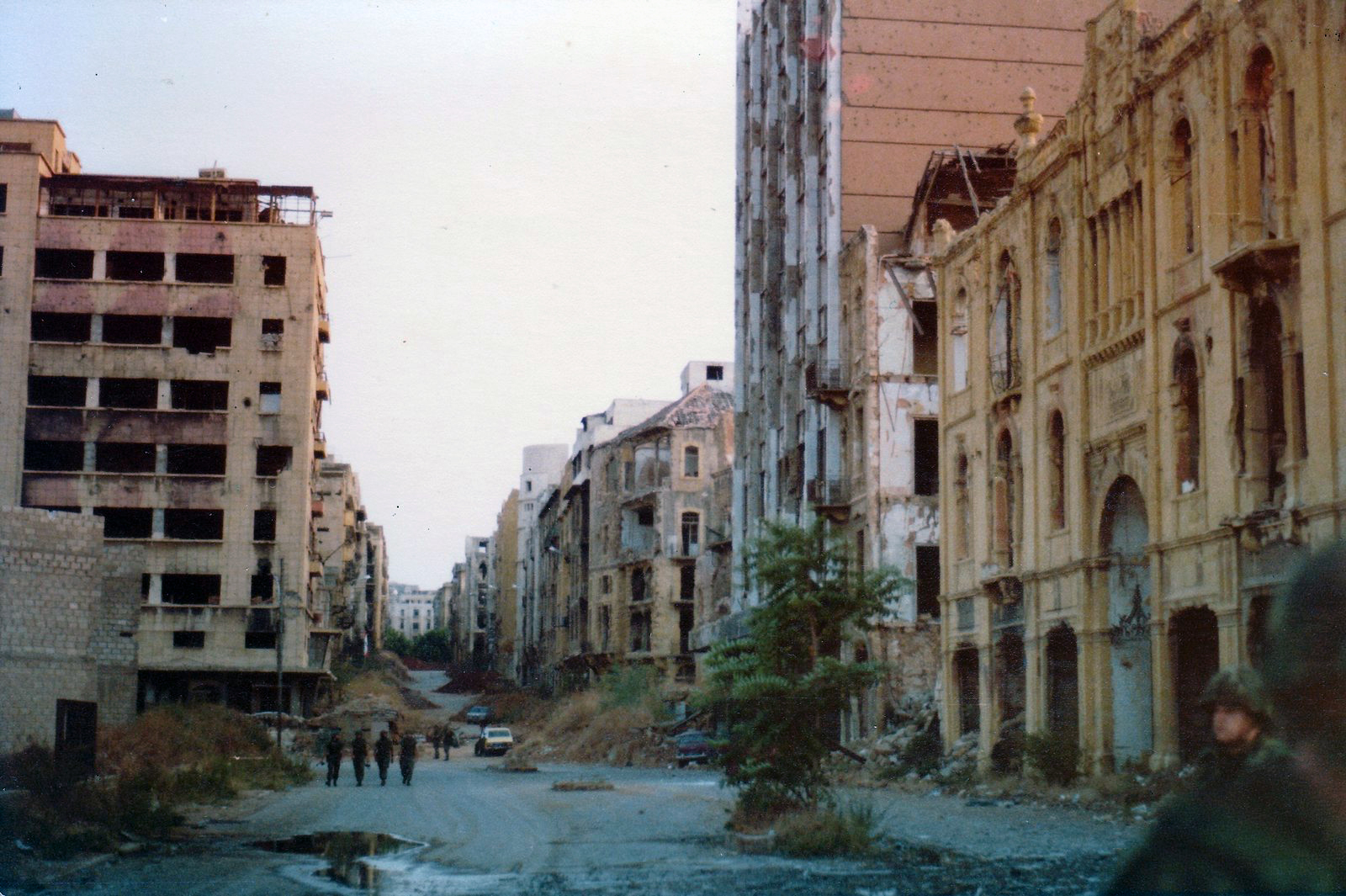
La "linea verde" che divideva Beirut tra la zona est (dominata dal Fronte Libanese) da quella ovest

Le tensioni politiche nel paese precipitarono nel 1975, evolvendosi in una guerra civile che si sarebbe protratta in più fasi fino al 1990 e che vide numerosi contendenti e frequenti capovolgimenti di alleanze. Inizialmente a fronteggiarsi furono da una parte le milizie del Fronte Libanese, e dall'altra le milizie del Movimento Nazionale Libanese, sostenute dall'Organizzazione per la Liberazione della Palestina. Quando nel 1976 il conflitto stava volgendo a favore del Movimento Nazionale Libanese, la Siria, su invito del Fronte Libanese, intervenne nel paese. La Lega araba, dopo l'accordo di Riyaḍ del 21 ottobre 1976, autorizzò allora l'intervento di una Forza Araba di Dissuasione, a maggioranza siriana, che riuscì a riportare con la forza una provvisoria e fragile stabilità nella nazione.
Il 14 marzo 1978 Israele lanciò l'Operazione Litani, occupando l'area meridionale del paese, con l'obiettivo di creare una zona cuscinetto con le forze dell'OLP. Fu creata allora la Forza di Interposizione in Libano delle Nazioni Unite (UNIFIL) per rafforzare il mandato e riportare pace e sovranità al Libano.
Nel 1982 il paese vide una nuova invasione da parte di Israele, che lanciò l'Operazione Pace in Galilea obiettiva a sradicare definitivamente dal Libano la presenza armata palestinese; le forze israeliane giunsero fino a Beirut, assediandola. Il neoeletto presidente Bashir Gemayel il 14 settembre 1982, nove giorni prima dell'investitura ufficiale, cadde vittima di un attentato, perdendo la vita.

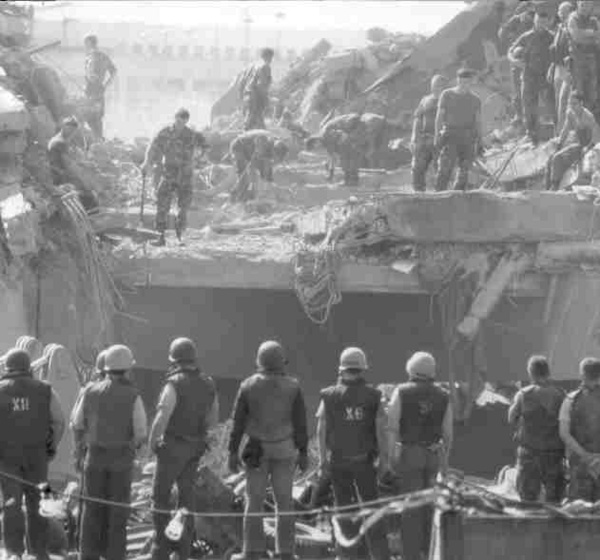
Le rovine della base Usa dopo l'attentato che provocò la morte di 241 marines

Vi fu a questo punto un intervento internazionale multiforze americano, francese e italiano (Missione Italcon) che consentì il ritiro della dirigenza dell'OLP. La dirigenza dell'OLP si rifugiò quindi a Tunisi. Furono comunque perpetrate atrocità contro la popolazione civile come la strage di Damour (1976) e il massacro nei campi-profughi di Sabra e Shatila (1982) a Beirut, operati il primo da miliziani palestinesi del campo di Tell al-Zaʿtar e il secondo da unità cristiane guidate da Elie Hobeika, che non vennero opportunamente contrastate dall'esercito israeliano di stanza nell'area coinvolta ed anzi, in talune circostanze tali atrocità vennero agevolate dalle suddette forze. Presidente della Repubblica fu eletto Amin Gemayel, fratello di Bashir. Resterà presidente fino al 1988.
Il 23 ottobre 1983 un duplice attentato dinamitardo da parte di Hezbollah alle basi della Forza Multinazionale causò la morte di 241 marines statunitensi e 56 soldati francesi. Questo causò il ritiro pochi mesi dopo delle truppe di pace, lasciando il Libano in una strisciante guerra civile.

### L'occupazione siriana
In seguito agli Accordi di Ta'if del 1989 termina la guerra e nasce la II Repubblica libanese. Amin Gemayel e alcuni dei suoi sostenitori si opposero e andarono in esilio dopo la nomina di un governo presieduto dal generale Michel Aoun, che nel 1990 fu deposto dai siriani. La presenza siriana divenne preponderante, nonostante fosse sotto le insegne della Forza Araba di Dissuasione. Ma con la fine della guerra iniziò anche un periodo di ricostruzione. Nel 1994 fu vietato il movimento Forze Libanesi, che rappresentava i cristiani più radicaleggianti, e le attività dei suoi militanti severamente limitate dai governi filo-siriani. Nel 1999 avvenne l'elezione di Émile Lahoud alla presidenza della Repubblica. Nel 2000 Amin Gemayel tornò dall'esilio.
A seguito dell'assassinio dell'ex Primo ministro sunnita Rafīq al-Ḥarīrī nel 2005, ci fu la cosiddetta "Rivoluzione del Cedro" antisiriana, che avviò il ritiro delle truppe siriane della FAD (Forza Araba di Dissuasione).

### Guerra dell'estate 2006
Il 12 luglio 2006, i miliziani sciiti libanesi conosciuti come Hezbollah, attaccarono una pattuglia dell'esercito israeliano in perlustrazione nei pressi del villaggio di Zar'it, uccidendo otto soldati e catturandone due.

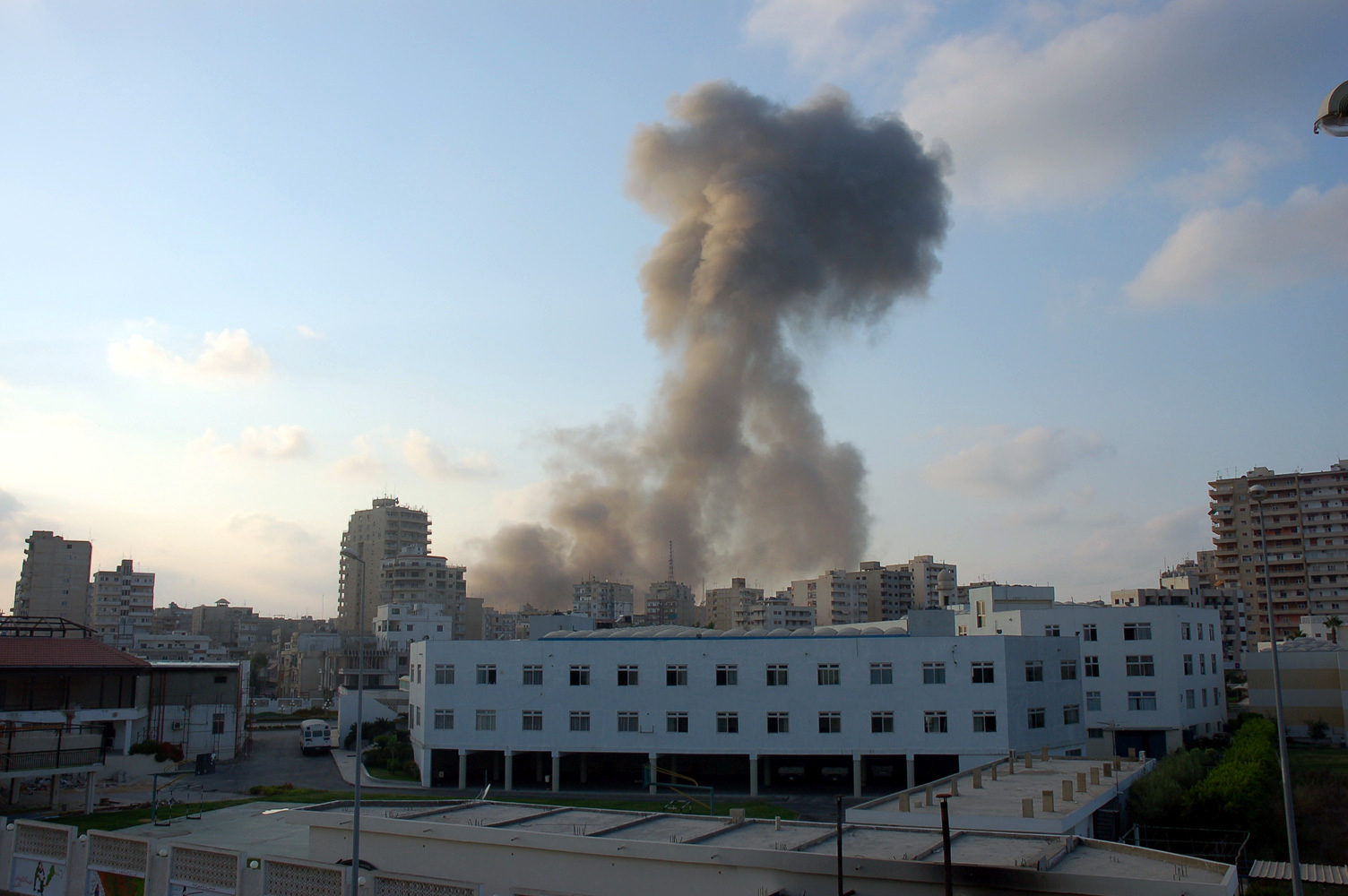
Bombe israeliane sul centro di Tiro

Israele iniziò un'aggressione  militare contro il Libano. Nei giorni seguenti i bombardamenti aerei israeliani abbatterono molte infrastrutture moderne e diversi ponti vennero in quel mese distrutti. Altre spedizioni aeree colpirono l'aeroporto di Beirut, i porti, le centrali elettriche e le principali vie di collegamento terrestre con la Siria, i quartieri della periferia meridionale di Beirut e diversi villaggi nel Libano meridionale, provocando anche migliaia di vittime civili. Sul terreno le forze armate israeliane incontrarono una forte resistenza offerta dai miliziani Hezbollah e altre truppe della resistenza, che adottarono tattiche di guerriglia. Diversi carri israeliani Merkava furono distrutti o danneggiati dai lanciagranate e dalle mine Hezbollah, che riuscì ad abbattere anche degli elicotteri e a colpire un'unità navale al largo di Beirut. Nonostante un ingente appoggio di artiglieria e supporto aereo, gli israeliani in un mese riuscirono ad avanzare solo di alcuni chilometri all'interno del territorio libanese. Durante gli scontri Hezbollah lanciò migliaia di razzi, molti anche contenenti bombe a grappolo di tipo cinese, sul territorio israeliano, causando panico e vittime fra la popolazione civile nel Nord d'Israele (8 vittime civili durante tutto il periodo della guerra).
L'11 agosto 2006, dopo settimane di stallo in cui la diplomazia non era riuscita a giungere ad una tregua tra le parti per consentire l'apertura di corridoi umanitari in favore della popolazione civile libanese, il Consiglio di sicurezza delle Nazioni Unite votò all'unanimità la Risoluzione 1701. Il testo della risoluzione chiede l'immediata cessazione delle ostilità tra Israele e Hezbollah, il ritiro delle truppe israeliane dal Libano meridionale, in concomitanza con lo schierarsi nella zona delle truppe regolari libanesi e dell'UNIFIL e prevede la creazione di una zona cuscinetto "libera da ogni personale armato che non sia quello delle Nazioni Unite e delle forze armate regolari libanesi" per dodici miglia tra la frontiera israelo-libanese e il fiume Litani. La risoluzione richiama al rispetto della precedente Risoluzione 1559 del 2004, che aveva richiesto il disarmo delle milizie libanesi, compresa Hezbollah.
Il 14 agosto 2006, subito dopo l'annuncio del cessate il fuoco e la fine delle azioni militari, il governo libanese avviò il dispiegamento delle proprie forze armate lungo il confine meridionale. Centinaia di migliaia di civili fecero ritorno ai propri villaggi, in molti casi gravemente danneggiati dal conflitto.
Il 25 agosto 2006, il vertice dell'Unione europea a Bruxelles stabilì l'invio di circa settemila militari europei per costituire il nucleo centrale della forza multinazionale di interposizione nel Libano meridionale (seconda missione UNIFIL).
Le truppe multinazionali, guidate dalla Francia, a cui è subentrata l'Italia nel febbraio 2007 (Operazione Leonte), secondo la Risoluzione 1701 intraprenderanno inoltre ogni azione necessaria per assicurare che la loro area d'operazione non sia utilizzata per attività offensive di ogni genere. Non avranno il compito di disarmare le milizie Hezbollah, che spetterà all'esercito libanese, assieme alla sorveglianza del confine con la Siria, per impedire il traffico d'armi.
La crisi politica innescata dalle dimissioni dal governo Siniora di cinque ministri legati ai partiti Hezbollah e Amal, dovuta al comportamento del Siniora e i suoi alleati durante e dopo la guerra, le modalità della ricostruzione, le divergenze riguardanti in parte l'istituzione del Tribunale speciale per il Libano, istituito per indagare sull'assassinio di Rafīq al-Ḥarīrī, e in parte la richiesta non accolta di un rimpasto di governo che assegni maggiore potere alla componente sciita, si aggravò ulteriormente dopo l'assassinio del ministro dell'industria Pierre Amine Gemayel, figlio dell'ex presidente Amin, avvenuto il 21 novembre 2006.

### I primi anni del XXI secolo
Dopo gli scontri tra sciiti e sunniti avvenuti agli inizi di maggio 2008, una mediazione internazionale guidata dalla diplomazia del Qatar ha permesso alle fazioni politiche locali di accordarsi per l'elezione del generale Michel Suleiman alla presidenza della repubblica e per la formazione di un governo di unità nazionale, in vista delle elezioni parlamentari previste per la primavera del 2009 che si sono svolte regolarmente.
In queste elezioni per la prima volta si presentano due grandi coalizioni unite non dalla comunanza religiosa, ma dal sostegno o meno della Siria. Nell'Alleanza del 14 marzo anti-siriana vi sono i cristiano-maroniti della Forze Libanesi e delle Kataeb insieme ai drusi del Partito Socialista Progressista e ai sunniti del Movimento del Futuro, mentre nell'Alleanza dell'8 marzo con gli sciiti di Amal e Hezbollah vi è il principale partito maronita, il Movimento Patriottico Libero del generale Michel Aoun. Nel 2009 sono i primi a vincere le elezioni, ma formano un governo di unità nazionale.

### Coinvolgimento nella guerra civile siriana

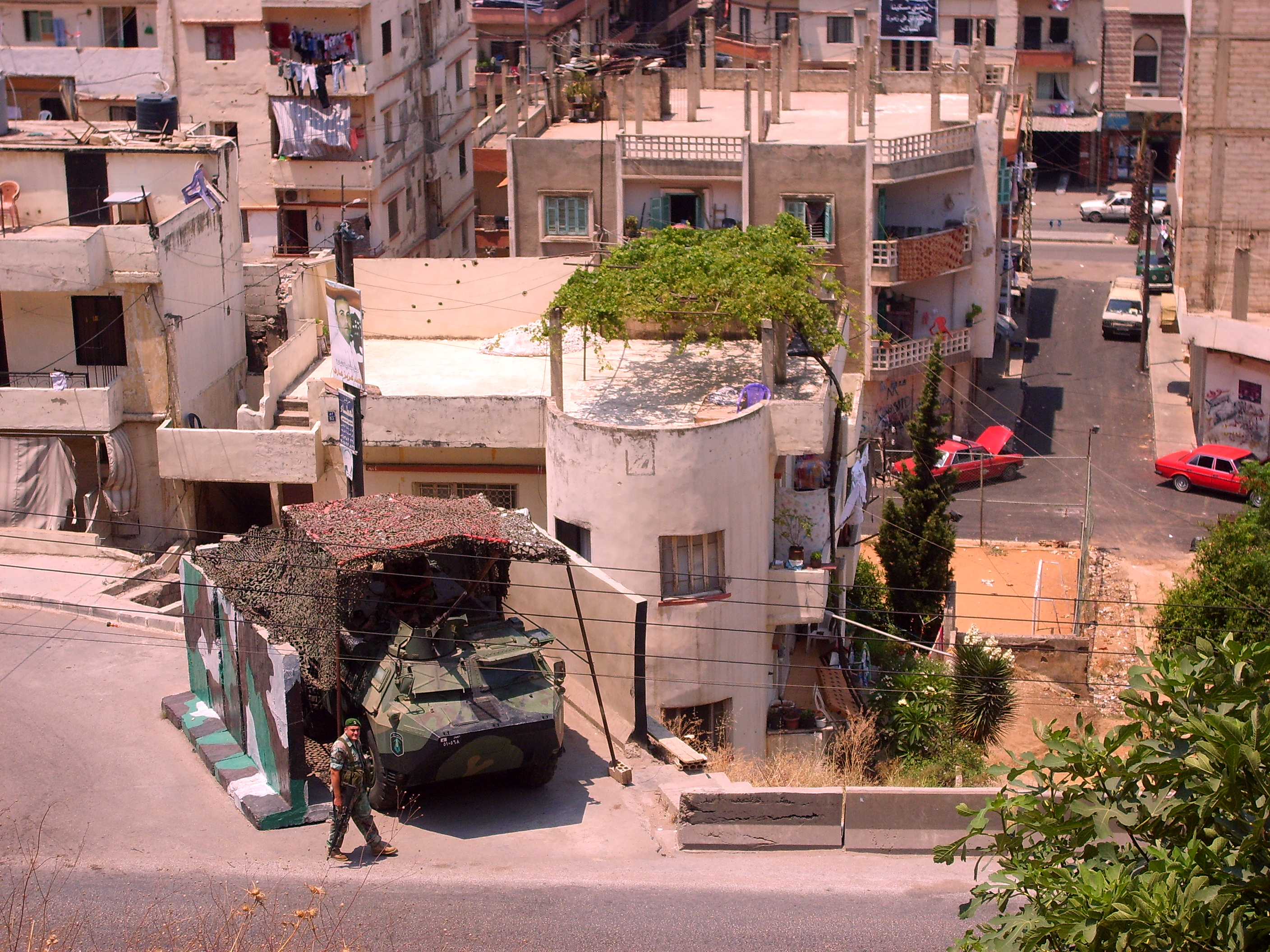
Posto di blocco dell'esercito libanese schierato a Tripoli

Dal 2011 nel corso della guerra civile siriana, si è determinato un riacutizzarsi dello scontro settario libanese che vede le fazioni sunnite sostenere i ribelli, mentre quelle sciite, e in particolare la milizia Hezbollah, sostenere anche militarmente il governo siriano. Lo sconfinamento della guerra civile siriana in Libano non ha solo coinvolto le cittadine al confine siriano, ma anche i grandi centri urbani, tra cui Beirut, Sidone e Tripoli dove si sono verificati scontri armati, rapimenti e attentati. Dal 2013 le Forze armate libanesi hanno fatto da interposizione tra i due contendenti, mentre le elezioni, previste nel 2013, sono state rinviate. Nel 2016 viene eletto presidente della repubblica l'ex generale Michel Aoun, che torna all'incarico dopo quasi 30 anni dalla prima volta, mentre primo ministro è il sunnita Saad Hariri.
Le elezioni si sono svolte nel 2018 e hanno visto la vittoria dell'Alleanza dell'8 marzo, con il partito di Aoun che ha ottenuto la maggioranza relativa con 28 seggi.
La recessione economica (dovuta in parte anche alle ricadute della guerra civile nella vicina Siria) di questi anni, ha visto un aumento del deficit di bilancio e del debito estero. Questo ha portato alla fine del 2019 a una serie di proteste nel paese e alle dimissioni del primo ministro Saad Hariri.

### Gli anni 2020
Per anni, il Libano ha pagato gli interessi sul proprio debito pubblico attraverso altri prestiti, in un spirale progressiva di debito pubblico crescente, ma sul finire del 2019 tale meccanismo ha iniziato a scricchiolare, portando il paese all'insolvenza nel marzo 2020. La dimensione della crisi economica è stata tale che molte famiglie sono tornate al baratto, vedendo il potere d'acquisto dei propri stipendi contrarsi di oltre il 90%; in aggiunta, il paese ha dovuto affrontare la pandemia globale di Covid 19.
Il 4 agosto 2020, l'esplosione accidentale di 2 750 tonnellate di nitrato d'ammonio stoccato in condizioni precarie nel porto di Beirut ha generato la distruzione di buona parte della città, causando 270 morti, 5 000 feriti, 300 000 senzatetto, distruggendo oltre la metà delle riserve di grano del paese e privando il Libano del porto da cui transitava circa il 60% della propria merce.
A seguito dell'esplosione si sono riversate in strada migliaia di persone a Beirut per protestare contro il Governo, causando la morte di un poliziotto e l'occupazione di diversi ministeri governativi da parte dei manifestanti.
Il mandato presidenziale di Michel Aoun è terminato ufficialmente il 31 ottobre 2022, dopo 6 anni in carica, con l'interim del primo ministro.

## Geografia

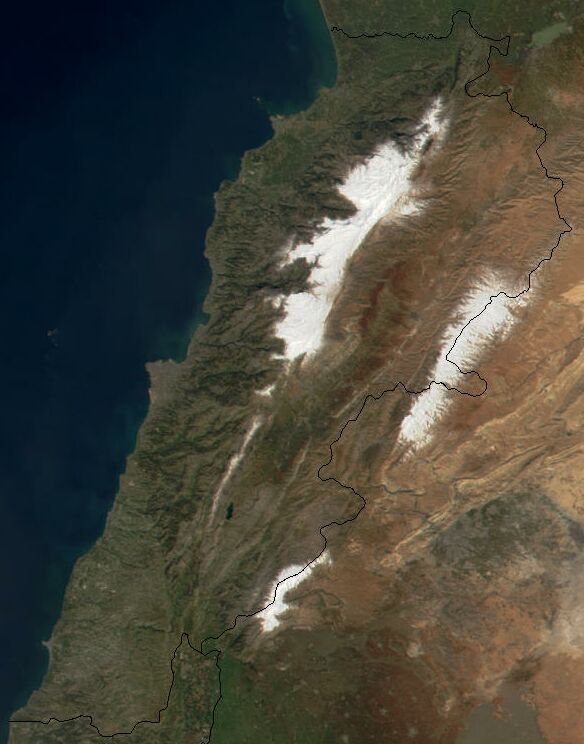
Il Libano visto dal satellite

Il Libano si trova in Asia e più precisamente nell'Asia occidentale (Vicino Oriente), di cui è il paese più piccolo per superficie. Lungo 250 km e largo da 25 a 60 km, confina con il Mar Mediterraneo a ovest per una costa lunga 225 km, con la Siria a nord e a est (per 375 km), con Israele a Sud (per 79 km). Il confine nord con la Siria è segnato in buona parte dal fiume Nahr al-Kabir, mentre a sud il punto più estremo sulla costa è segnato dal promontorio di Rosh Hanikra. Una catena montuosa denominata Monte Libano si estende attraverso l'intero paese per circa 160 km, parallelamente alla costa mediterranea, con la più alta vetta, il Qurnat al-Sawda', che raggiunge i 3089 m.
Il confine con le Alture del Golan (de jure in Siria ma occupate da Israele nella guerra dei sei giorni) è contestato dal Libano in una piccola area chiamata Fattorie di Sheb'a, nonostante il confine sia stato demarcato dalle Nazioni Unite.
- Superficie: 10452 km²
- Paesi confinanti: Siria a est e a nord, Israele a sud.

### Idrografia
- Fiumi principali: Nahr al-Kabir Litani 150 km, Oronte 571 km
- Laghi principali: Lago di Qaraʿūn

### Clima
- Clima: Mediterraneo - temperato
- Temperatura marina: 32 °C (media estiva)

Il Libano ha un clima mediterraneo moderato. Sulla costa gli inverni sono freschi e piovosi e le estati calde e umide. A maggiori altitudini, le temperature invernali scendono sotto lo zero con frequenti nevicate, anche abbondanti, mentre le estati sono dure e secche. Benché in generale il Libano goda di precipitazioni annue abbastanza elevate in confronto agli aridi paesi circostanti, alcune aree nord-orientali sono più aride perché le cime della catena occidentale bloccano molte nuvole nate sul Mediterraneo.
Nell'antichità, il Libano ospitava grandi foreste di cedro del Libano, oggi simbolo nazionale. Tuttavia, millenni di sfruttamento commerciale (per edilizia e cantieri navali), senza alcuna politica di riforestazione, hanno fortemente ridotto la loro diffusione.

## Società

### Demografia
I residenti in Libano contavano circa 6850000 unità nel 2018. Le principali città del paese sono Beirut, Tripoli e Sidone. L'area metropolitana di Beirut ospita quasi metà della popolazione del paese. Dal punto di vista etnoculturale, i libanesi sono per la stragrande maggioranza arabi; vi sono significative minoranze di armeni, curdi e turcomanni. Il paese ha conosciuto una vasta emigrazione a partire dal XIX secolo, in particolare verso l'America latina, i paesi arabi del Golfo, gli Stati Uniti d'America, l'Europa occidentale, l'Australia, il Canada e l'Africa occidentale. La popolazione include centinaia di migliaia di immigrati e rifugiati siriani e palestinesi.

### Composizione religiosa

La Cattedrale di San Giorgio accanto alla Moschea Mohammad al-Amin a Beirut

La popolazione libanese è estremamente variegata e comprende diversi gruppi confessionali. Lo Stato riconosce ufficialmente 18 confessioni: tra i musulmani i sunniti, gli sciiti duodecimani, ismailiti, alauiti e i drusi, tra i cristiani la Chiesa maronita, la Chiesa greco-ortodossa, la Chiesa greco-cattolica melchita, la Chiesa apostolica armena, la Chiesa armeno-cattolica, la Chiesa ortodossa siriaca, Chiesa cattolica sira, i protestanti, la Chiesa assira d'Oriente, la Chiesa cattolica caldea, la Chiesa ortodossa copta e la Chiesa latina e infine la comunità ebraica.
I musulmani rappresentano oggi una piccola maggioranza e sono equamente divisi tra sunniti e sciiti; i drusi, pur avendo sviluppato una dottrina distante dall'islam ortodosso, sono comunque classificati come musulmani dallo Stato. Tra i cristiani il gruppo principale è rappresentato dai maroniti, seguiti dai greco-ortodossi e dai greco-cattolici melchiti. I cristiani sono concentrati prevalentemente nella zona centrale del monte Libano, gli sciiti duodecimani soprattutto nel sud del paese e nella valle della Beqa', i sunniti soprattutto nelle città costiere e i drusi principalmente nel massiccio dello Shuf e nel Wadi al-Taym. Gli equilibri politici tra i vari gruppi confessionali del Libano sono stabiliti dal Patto Nazionale.
Dal 1932 non sono più stati eseguiti censimenti ufficiali a causa della grande sensibilità della politica libanese nei confronti dei rapporti numerici fra le varie confessioni religiose. Il censimento del 1932 contò 785543 cittadini libanesi residenti, per il 51,2% cristiani e il 48,8% musulmani; in particolare il 28,8% erano maroniti, il 22,4% sunniti e il 19,6% sciiti. Secondo uno studio condotto nel 2011 gli sciiti rappresenterebbero nel paese il 27% della popolazione, i sunniti il 27%, i maroniti il 21%, i greco-ortodossi e greco-cattolici melchiti il 12%, i drusi e gli alauiti il 5% e il restante 8% sarebbe suddiviso principalmente tra le altre confessioni cristiane.

### Lingue
La lingua ufficiale è l'arabo. L'arabo standard è usato in diglossia con i dialetti arabi levantini. Il francese costituisce di fatto la seconda lingua, utilizzata principalmente in ambito mediatico. La costituzione del Libano dichiara che «l'arabo è la lingua nazionale ufficiale. La legge determina i casi in cui la lingua francese può essere utilizzata». Il Libano è membro dell'Organizzazione internazionale della francofonia. Circa il 38% dei libanesi utilizza il francese quale seconda lingua. A partire dalla seconda metà del XX secolo si è estesa la popolarità della lingua inglese a scapito di quella francese. La comunità armena conserva il dialetto armeno occidentale.

## Ordinamento dello Stato
Il Libano è una repubblica parlamentare.
La costituzione libanese venne approvata il 23 maggio 1926, fu emendata una prima volta il 7 dicembre 1943 e un'ultima volta a seguito degli Accordi di Ta'if del 1989.
Dal punto di vista costituzionale, il Libano è una repubblica parlamentare, l'Assemblea dei deputati elegge il presidente della repubblica che condivide il potere esecutivo con il primo ministro, partecipando alle sedute del Consiglio dei ministri senza diritto di voto e nomina il Primo ministro indicato dalla maggioranza dei deputati. Il presidente della repubblica è eletto ogni sei anni.
Il potere legislativo è affidato all'Assemblea dei deputati (Majlis al-Nuwwāb), composta da 128 deputati eletti ogni cinque anni (fino al 2009 ogni quattro) mediante suffragio universale diretto. Il diritto di voto si esercita a partire dall'età di ventuno anni.
L'elemento più importante del sistema politico libanese è il confessionalismo, ossia un assetto istituzionale in cui l'appartenenza religiosa di ogni singolo cittadino diventa il principio ordinatore della rappresentanza politica e il cardine del sistema giuridico. Anche gli incarichi amministrativi sono suddivisi tra le differenti confessioni religiose secondo un meccanismo predeterminato di quote riservate, che sono attribuite a ciascun gruppo in funzione del suo peso demografico e sociale.
In base a una convenzione costituzionale siglata informalmente come "Patto Nazionale" (al-mīthāq al-waṭanī) nel 1943, che integra o interpreta la costituzione del 23 maggio 1926, le più alte cariche dello Stato sono assegnate ai tre gruppi principali:
- il Presidente della repubblica è cristiano maronita.
- il Primo ministro è sunnita,
- il Presidente del parlamento è sciita.

Gli accordi di Ta'if del 1989 non hanno modificato questo sistema, ma si sono limitati a riequilibrare i rapporti di forza tra le confessioni maggiori, facendo in modo che il numero di deputati musulmani fosse pari al numero di deputati cristiani, e aumentando i poteri e le prerogative del primo ministro a scapito del presidente della repubblica. Gli accordi di Ṭāʾif hanno previsto anche un nuovo organo, il "Consiglio costituzionale libanese", composto da 10 membri, 5 eletti dal Parlamento e 5 dal consiglio dei ministri, il cui ruolo è quello di controllare la costituzionalità delle leggi e garantire il rispetto e l'integrità delle istituzioni, in particolare l'equilibrio tra i poteri, istituito nel 1993.
Per quanto riguarda il Parlamento, i 128 seggi dell'Assemblea nazionale in palio sono attribuiti in base sia a un criterio geografico sia a un criterio confessionale, attraverso una minuziosa ripartizione che cerca di riflettere gli equilibri demografici esistenti tanto a livello nazionale quanto a livello locale.
| Governatorati   | Collegi elettorali              | sciiti | sunniti | drusi | alawiti | maroniti | greco-ortodossi | greco-cattolici | armeno-ortodossi | altri cristiani | Totale |
| --------------- | ------------------------------- | ------ | ------- | ----- | ------- | -------- | --------------- | --------------- | ---------------- | --------------- | ------ |
| Beirut 19       | Beirut 1                        |        | 2       |       |         | 1        | 1               | 1               |                  | 1               | 6      |
| Beirut 19       | Beirut 2                        | 1      | 2       |       |         |          | 1               |                 | 1                | 12              | 6      |
| Beirut 19       | Beirut 3                        | 1      | 2       | 1     |         |          |                 |                 | 2                | 13              | 7      |
| Bekaa 23        | Baalbek + Hermel                | 6      | 2       |       |         | 1        |                 | 1               |                  |                 | 10     |
| Bekaa 23        | Zahlah                          | 1      | 1       |       |         | 1        | 1               | 2               | 1                |                 | 7      |
| Bekaa 23        | Rashayā+Beqā' Ovest             | 1      | 2       | 1     |         | 1        | 1               |                 |                  |                 | 6      |
| Monte Libano 35 | Jbeil+Kisrawān                  | 1      |         |       |         | 7        |                 |                 |                  |                 | 8      |
| Monte Libano 35 | Nord Metn                       |        |         |       |         | 4        | 2               | 1               | 1                |                 | 8      |
| Monte Libano 35 | Ba'abda+Aley                    | 2      |         | 3     |         | 5        | 1               |                 |                  |                 | 11     |
| Monte Libano 35 | Shūf                            |        | 2       | 2     |         | 3        |                 | 1               |                  |                 | 8      |
| Nord Libano 28  | Akkār, Dinniyeh, Bsharreh       |        | 5       |       | 1       | 3        | 2               |                 |                  |                 | 11     |
| Nord Libano 28  | Tripoli, Zghorta, Batrūn, Kurah |        | 6       |       | 1       | 6        | 4               |                 |                  |                 | 17     |
| Sud Libano 23   | Sidone, Tiro                    | 9      | 2       |       |         |          |                 | 1               |                  |                 | 12     |
| Sud Libano 23   | Hasbayā, Nabatiyeh, Jezzin      | 5      | 1       | 1     |         | 2        | 1               | 1               |                  |                 | 11     |
| Totale 128      | Totale 128                      | 27     | 27      | 8     | 2       | 34       | 14              | 8               | 5                | 3               | 128    |

1 protestanti;
2 gruppi minori, cattolici di rito latino;
3 armeno-cattolici.
I seggi sono attribuiti attraverso un sistema proporzionale a preferenze multiple.
In ogni collegio, ciascun elettore, indipendentemente dalla propria affiliazione religiosa, può esprimere tante preferenze quanti sono i seggi da assegnare per ciascun gruppo confessionale. Ad esempio, nel collegio Beirut 2 l'elettore potrà esprimere una preferenza per il seggio sciita, due preferenze per i seggi sunniti, una preferenza per il seggio greco-ortodosso, una preferenza per il seggio armeno-ortodosso e una preferenza per il seggio riservato alle confessioni cristiane più piccole. In questo modo, i candidati in lizza devono cercare di ottenere il consenso non solo dei propri correligionari, ma della maggioranza degli elettori del collegio. Questo sistema, concepito per promuovere gli esponenti più moderati in seno a ciascuna comunità, rischia di penalizzare le confessioni numericamente minoritarie. Negli ultimi anni sono state avanzate richieste di riforma della legge elettorale, introducendo collegi elettorali più piccoli oppure attraverso la costituzione di un collegio unico nazionale con sistema a preferenza unica.
Nel settembre 2008 il parlamento ha approvato la nuova legge elettorale, inserendo le seguenti modifiche:
- aumento del numero dei collegi elettorali con distretti più piccoli
- le elezioni si devono svolgere in un unico giorno
- nelle 24 ore prime del voto deve terminare la propaganda elettorale
- divieto di pubblicizzare i sondaggi nei dieci giorni prima del voto
- dal 2013 verrà conteggiato il voto dei libanesi all'estero

Il sistema politico è dominato da alleanze elettorali ad hoc, costituite mediante negoziazioni e compromessi attorno a figure di notabili locali e personalità influenti di ciascun collegio elettorale. Queste liste non hanno una base ideologica e spesso non risultano nella formazione di gruppi parlamentari ben identificabili.

### Suddivisioni amministrative

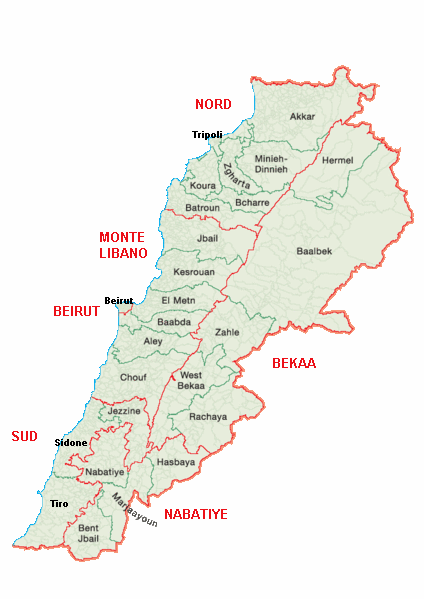
Governatorati e distretti del Libano

La Repubblica del Libano è divisa in otto governatorati (muhāfaẓa), a loro volta divisi in 25 distretti (qadāʾ). L'unità amministrativa minima è il municipio (baladiyya).
- Governatorato di Beirut
  - Il Governatorato di Beirut comprende la città di Beirut e non è divisa in distretti
- Governatorato di Akkar (capoluogo Halba)
  - Distretto di Akkar (Halba)
- Governatorato di Baalbek-Hermel (capoluogo Baalbek)
  - Distretto di Baalbek (Baalbek)
  - Distretto di Hermel (Hermel)
- Governatorato della Beqā (capoluogo Zahle)
  - Distretto della Beqā Ovest (Joub Jannine)
  - Distretto di Rashaya (Rashaya)
  - Distretto di Zahle (Zahle)
- Governatorato di Kisrawān-Jubayl (capoluogo Jounieh)
  - Distretto di Kisrawan (Jounieh)
  - Distretto di Jbeil (Jbeil, l'antica Biblo)
- Governatorato del Monte Libano (capoluogo Baabda)
  - Distretto di Aley (Aley)
  - Distretto di Baabda (Baabda)
  - Distretto di al-Matn (Judaydat al-Matn)
  - Distretto dello Shuf (Beiteddine)
- Governatorato di Nabatiye (capoluogo Nabatiye)
  - Distretto di Bent Jbail (Bent Jbail)
  - Distretto di Hasbaya (Hasbaya)
  - Distretto di Marjayoun (Marjayoun)
  - Distretto di Nabatiye (Nabatiye)
- Governatorato del Nord Libano (capoluogo Tripoli)
  - Distretto di Batrun (Batrun)
  - distretto di Bsharre (Bsharre)
  - Distretto di Koura (Takurt)
  - Distretto di Minieh e Dinnieh (Minieh)
  - Distretto di Tripoli (Tripoli)
  - Distretto di Zgharta (Zgharta)
- Governatorato del Sud Libano (capoluogo Sidone)
  - Distretto di Jezzin (Jezzin)
  - Distretto di Sidone (Sidone)
  - Distretto di Tiro (Tiro)

### Città principali
- Capitale: Beirut (1 792 000 ab., stima 2003; 2 115 000 aggl. urbano, stima 2001)
- Altre città:
  - Tripoli - 227 857 ab.
  - Biblo - 44 379 ab. (2008)
  - Sidone - 57 800 ab. (2008)
  - Tiro - 41 421 (2008)
  - Nabatiye - 34 992 ab. (2008)
  - Zahle - 53 110 ab. (2008)
  - Baabda - 2 500 ab. (2001)
  - Baalbek
  - Hermel - 23 604 ab. (2008)

## Politica

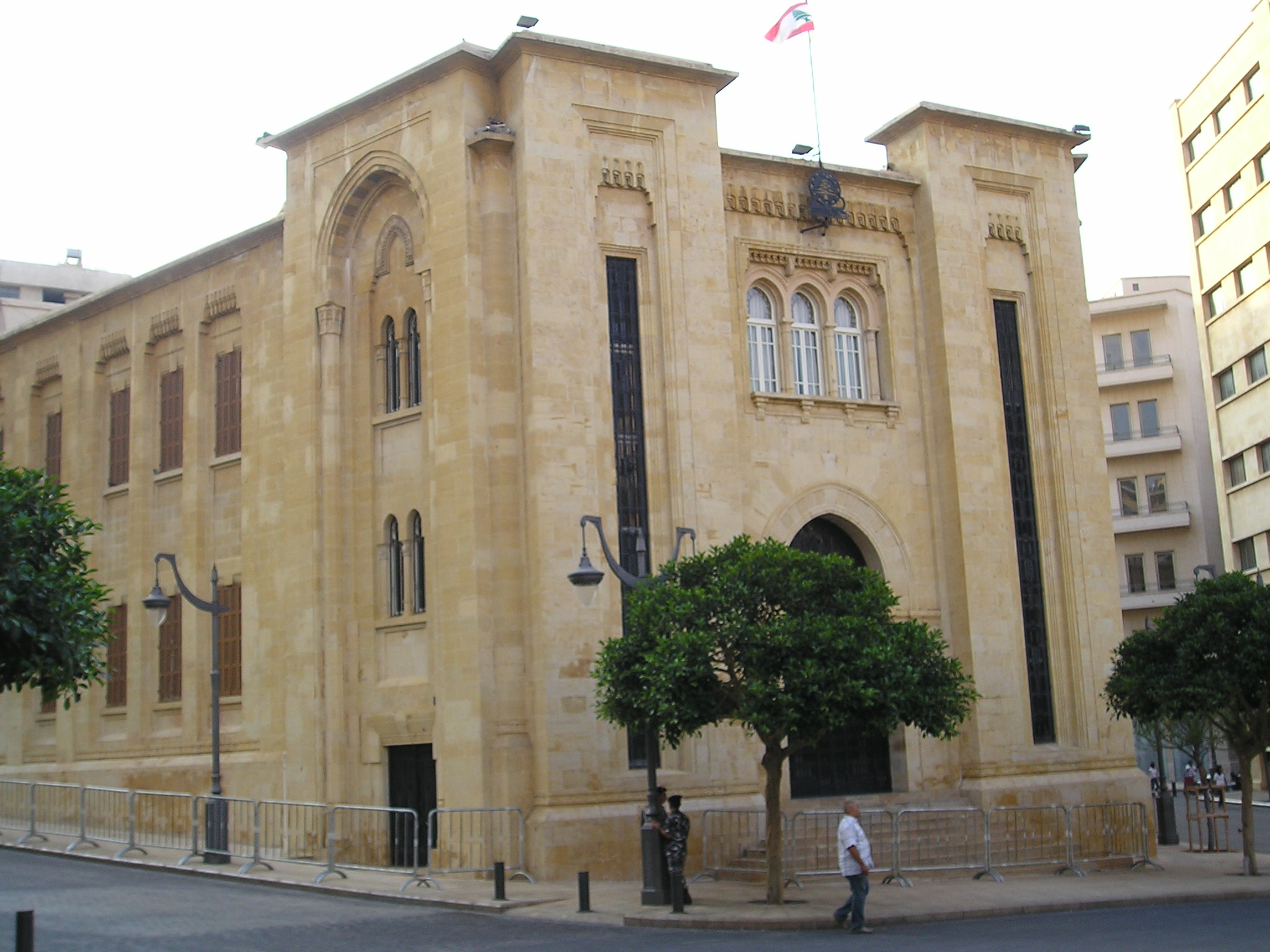
Il palazzo del parlamento libanese

### Elezioni parlamentari del 2005
Nella primavera del 2005, alle elezioni per il XVII parlamento, sulla scia dell'assassinio dell'ex-Primo ministro Rafīq al-Ḥarīrī, di numerose manifestazioni di massa di diverso orientamento politico, nonché del ritiro dell'esercito siriano, si è prodotto un sostanziale cambiamento del paesaggio politico libanese. L'opposizione anti-siriana ha ottenuto una solida maggioranza, ottenendo 72 seggi su 128.
Dopo il conflitto del 2006 fra Hezbollah e Israele, si è prodotto un lungo stallo politico, che si è risolto in una ridefinizione dei rapporti di forza de facto tra maggioranza e opposizione a favore di quest'ultima. Concordato questo esito, il 25 maggio 2008 il Parlamento ha eletto quasi all'unanimità il generale Michel Suleiman quale nuovo Presidente della repubblica.

### Elezioni parlamentari del 2009
Nel 2009, alle elezioni per il XVIII parlamento, si è riscontrato un sostanziale equilibrio tra le due principali coalizioni, peraltro molto eterogenee al loro interno. La Alleanza del 14 marzo (anti-siriana) ha ricevuto una fragile maggioranza, e l'uscita del Partito Socialista Progressista dalla coalizione ha portato a un rovesciamento di fronte, privilegiando la Coalizione 8 marzo dopo il gennaio 2011. La composizione dell'esecutivo libanese si basa comunque su un principio di "unità nazionale" (waḥda waṭaniyya) che privilegia la ricerca del consenso, la rappresentanza di tutti i principali partiti in seno al gabinetto dei ministri, e un meccanismo di divisione del potere su base consociativa.

### Il rinvio delle elezioni del 2013
Il 31 maggio 2013, il Parlamento ha esteso il suo mandato per 17 mesi, a causa del blocco della legge elettorale. Il 5 novembre 2014, il Parlamento ha emanato un altro decreto legislativo, mantenendo così il suo mandato per altri 31 mesi, fino al 20 giugno 2017.
Il 18 febbraio 2014 il primo ministro Tammam Salam ha formato un governo di unità nazionale con 24 membri, otto della Alleanza del 14 marzo, otto della Alleanza dell'8 marzo, sei indipendenti e due del PSP.

### Elezioni dal 2016
Il 31 ottobre 2016, dopo molti mesi di stallo, il parlamento libanese ha eletto Michel Aoun come presidente della repubblica.
Il 18 dicembre successivo è entrato in carica il nuovo governo di unità nazionale, presieduto da Saad Hariri. 
Nel 2018 si sono tenute le elezioni parlamentari, rinviate dal 2013, che hanno visto la vittoria dell'Alleanza dell'8 marzo (sciiti e parte dei maroniti).
La crescente crisi economica, aggravata negli anni dai riflessi negativi avutisi nel paese a causa della Guerra civile siriana, ha scatenato nella popolazione una serie di proteste che hanno spinto il primo ministro a dimettersi il 29 ottobre 2019.
Il 19 dicembre è stato eletto primo ministro, dalla sola maggioranza dell'Alleanza dell'8 marzo uscita dalle urne nel 2018, il sunnita Hassan Diab, professore di ingegneria informatica all'università.
Nelle elezioni parlamentari del maggio 2022 Hezbollah e i suoi alleati hanno perso la maggioranza parlamentare, ma hanno comunque eletto il presidente del parlamento. Le Forze Libanesi, e le altre formazioni cristiane, guidate da Samir Geagea hanno guadagnato terreno (19 seggi) e i candidati indipendenti che promettevano riforme hanno ottenuto 13 seggi.
Il mandato presidenziale di Michel Aoun è terminato ufficialmente il 31 ottobre 2022, dopo 6 anni in carica, senza designazione di successori. A causa della mancata elezione del Presidente della Repubblica, carica che va a un maronita, ha assunto tali funzioni ad interim il primo ministro Najīb Mīqātī, in attesa che venga eletto un nuovo Presidente.

## Simboli

### Bandiere storiche

Bandiera utilizzata dopo la caduta dell'Impero ottomano e prima del mandato francese.
Bandiera dello Stato del Grande Libano (1926-1943).
Bandiera nazionale della Repubblica del Libano (1943-attuale).

## Inno nazionale
Kullunā li-l-watan li-l'ula li-l-'alam è l'inno nazionale del Libano adottato nel 1927.

## Economia
L'economia del Libano ha una lunga tradizione di politiche basate sul libero scambio e dispone di un vasto settore imprenditoriale privato. Fino allo scoppio della guerra civile nel 1975 il Libano era caratterizzato da una ricca economia e rappresentava il principale centro finanziario, bancario e commerciale del Medio Oriente e di tutto il mondo arabo; il paese era sede di numerose multinazionali e aveva un settore turistico molto sviluppato. In particolare il segreto bancario e gli alti tassi di interesse attirò tra gli anni 1960 e 1970 la gran parte delle ricchezze degli Stati arabi del Golfo Persico. Gli arabi del Golfo, attratti dall'atmosfera cosmopolita della capitale, costituivano inoltre la gran parte dei turisti; essi acquisirono numerose proprietà nel paese. La guerra civile pose fine a questa nomea e le infrastrutture ne furono travolte. I governi libanesi a partire dagli anni 1990 intervennero per risollevare l'economia, focalizzandosi principalmente sul settore edilizio e bancario. Le rimesse degli espatriati libanesi, in particolare dai paesi arabi del golfo, rappresentano un'importante fonte economica.
Tra il 2000 e il 2005 la crescita si è attestata su tassi prossimi allo zero (0,5% nel 2005), mentre il debito pubblico, cresciuto a dismisura negli anni del conflitto, è giunto nel 2005 al 200,7% del PIL. L'indice dei prezzi al consumo è ora sotto controllo, con un livello del 2,4% nel 2005, mentre il tasso di disoccupazione viene stimato intorno al 18% della forza lavoro.
Il governo libanese ha annunciato l'intenzione di procedere nel lungo periodo alla privatizzazione, mediante la vendita di una cospicua parte del proprio pacchetto azionario, della compagnia aerea di bandiera Middle East Airlines, della compagnia elettrica Électricité du Liban, della compagnia di telefonia fissa Liban Telecom e del porto di Beirut. Nelle intenzioni del governo, i ricavi risultanti dalla vendita sul mercato e i risparmi sugli stipendi del personale delle compagnie privatizzate dovranno essere utilizzati per il risanamento dei conti pubblici e per l'appianamento del deficit di bilancio.
Il governo libanese intende inoltre varare un piano di razionalizzazione e riduzione della spesa pubblica, mentre il programma di riforma del sistema tributario ha mosso i suoi primi passi nel febbraio del 2002 con l'aumento della tassa sugli idrocarburi e l'approvazione dell'imposta sul valore aggiunto. Gli osservatori più scettici sottolineano che non è chiaro quanto questi obiettivi possano essere realizzati in un quadro di instabilità politica e di grande frammentazione sociale, aggravata da un crescente divario tra ricchi e poveri.
La Banca Centrale del Libano ha mantenuto un forte impegno nel preservare la credibilità e la stabilità della lira libanese, evitando di ricorrere a svalutazioni competitive (anche per mantenere sotto controllo il tasso d'inflazione) e preservando un tasso di cambio di 1 508 lire contro un dollaro americano. Nel 2015, l'inflazione ha toccato un tasso negativo pari al -4% per passare al +6% nel 2018 e al 4% del 2019 (dati ISPI).
Dal 1956 in Libano è in vigore una rigida legislazione sul segreto bancario, propria dei paradisi fiscali. Il segreto copre anche l'emissione societaria di azioni pagabili al portatore. Esistono accordi bilaterali con 29 Paesi, ma al 2015 è esclusa in linea di principio la pubblicazione dei dati dei correntisti e delle transazioni valutarie per scopi di indagine tributaria.
Al 2019, l'Italia è risultata uno dei primi dieci partner commerciali del Libano, sebbene il valore degli scambi sia stato relativamente contenuto fra uno e due miliardi di euro.
Nel 2010, le importazioni erano state complessivamente pari a 10 miliardi di dollari, dieci volte superiori all'export libanese di oro e metalli e droga. Quest'ultima è all'origine della guerra fra sciiti di Amal e "khomeinisti" di Hezbollah. Nel giugno 2020, il Libano è stato il primo paese arabo a legalizzare il commercio interno della cannabis per scopo terapeutico e industriale, di cui era uno dei primi produttori mondiali.
Fino al 2015, il Libano era caratterizzato da un'elevata propensione al risparmio che nel triennio 2008-2012 aveva portato a un valore dei depositi bancari in dollari pari a tre volte il Prodotto Interno Lordo. Dopo il 2015, si erano registrati tassi di crescita superiori al 10%. I depositi erano incentivati dal cambio col dollaro e dai tassi di interesse.
Dopo venti anni di politica monetaria tesa a stabilizzare un cambio fisso lira libanese/dollaro a un valore di 1 500, nel 2011 la banca centrale lasciò che in pochi mesi la valuta si deprezzasse 40% del valore sul dollaro. Nel 2019, il debito pubblico, che dagli anni Novanta era il terzo più alto al mondo in percentuale sul PIL, arriva al 170% del PIL e supera il tetto dell'11% del deficit, mentre l'inflazione viaggia a due cifre, le riserve in valuta estera della banca centrale scendono ai minimi storici e per la prima volta anche il risparmio privato entra in crisi. Nel marzo 2020, il governo decide di non ripagare 1.2 miliardi di titoli di debito in scadenza. Il governo ha chiesto di rinegoziare le condizioni e i tassi di interesse sul debito, con particolare riferimento a ulteriori 30 miliardi di stock detenuti da società di investimento estere.
Al 2019, il PIL nazionale ammontava a 77 miliardi di euro a fronte di un debito pari al 150 per cento del PIL, quindi con un'importante quota di debito estero.
Nell'aprile 2020, il governo ha concordato col Fondo Monetario Internazionale un piano di riforme economiche che prevede l'abbassamento del rapporto debito/PIL intorno al 100%, e in contropartita la concessione di un prestito-ponte da 10 miliardi di euro e ai livelli raggiunti durante gli anni Novanta. Prima dell'esplosione al porto di Beirut e delle successive dimissioni del governo, la politica nazionale era intenzionata a svalutare il tasso di cambio dal valore medio di 1 500 a 3 500 lire libanesi per dollaro. L'FMI ha chiesto la riforma del settore bancario, il blocco delle assunzioni nel settore pubblico e l'incremento delle tasse.
Nel triennio 2017-2020, il PIL è calato del 30%. A luglio, la banca centrale ha comunicato la fissazione di un tasso di cambio specifico per il settore alimentare e per la manifattura pari a 3 900 lire per dollaro, valore che il governo voleva estendere a tutta l'economia. In precedenza, già esisteva un doppio tasso di cambio che al mercato nero si aggirava intorno alle 8000 lire per dollaro.

## Cultura

### Patrimoni dell'umanità

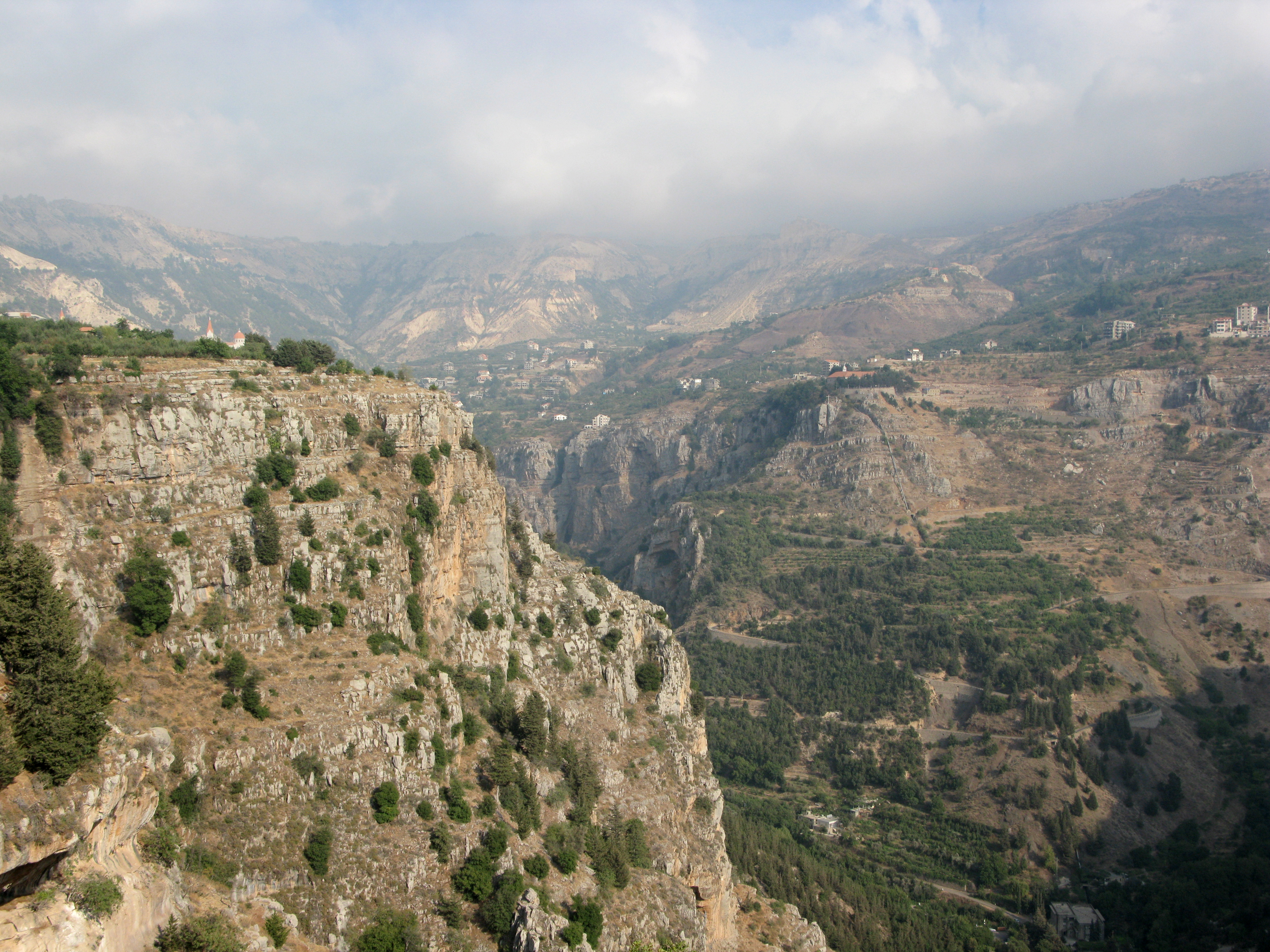
La valle di Qadisha

I siti di interesse culturale o naturale protetti dall'UNESCO sono: 
- Dal 1984 - Anjar
- Dal 1984 -Baalbek
- Dal 1984 - Biblo
- Dal 1984 - Tiro
- Dal 1998 - Valle di Qadisha e la Foresta dei cedri di Dio
- Dal 2023 - Fiera internazionale Rashid Karame

### Arte
Una delle più importanti esponenti artistiche del XX secolo fu la pittrice e scultrice Saloua Raouda Choucair, esponente dell'arte astratta di spicco non solo del Libano ma del mondo arabo.

### Produzione letteraria

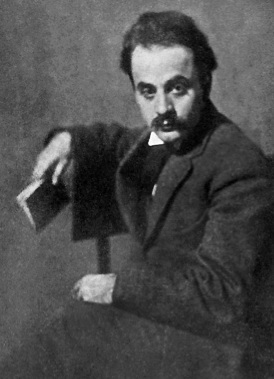
Khalil Gibran

Tra gli scrittori libanesi si ricordano Khalil Gibran, Ali Ahmed Said, Hodā Barakāt, Elias Khoury, Rashid Daif, Georges Schehadé, Amin Maalouf e Samir Kassir. Tra le altre note scrittrici libanesi del XX secolo ricordiamo Mayy Ziyade, libanese-palestinese e Anbara Salam Khalidi, anche attivista, e tra le prime femministe arabe.

### Spettacoli e musica
Numerosi festival sono organizzati durante il periodo estivo, spesso all'interno di monumenti e siti archeologici. Il programma di questi festival comprende generalmente un mix di spettacoli teatrali, opera lirica, musical, concerti di musica classica e musica pop.
I festival più importanti si svolgono a Baalbek, Beiteddine e Biblo.
Provengono dal Libano numerosi interpreti della musica araba contemporanea. Oltre ad artisti come Fairuz, celebre per la sua estensione vocale, lo spirito patriottico e le sue canzoni d'amore, e Marcel Khalife, noto per il suo impegno politico e come interprete di oud, uno strumento tradizionale simile al liuto, la nuova generazione dei cantanti di musica pop comprende nomi famosi in tutto il mondo arabo, come Najwa Karam, Nancy Ajram, Cyrine Abdelnour, Haifa Wehbe, Nawal al-Zoghby, Elissa, Ragheb Alama e il cantante anglo-libanese Mika, uno dei cantanti pop attuali di maggior seguito.

### Cinema
Un importante riconoscimento internazionale per il cinema libanese è arrivato anche nel 2018 con il primo film del Libano candidato per l'Oscar al miglior film straniero: si tratta de L'insulto diretto dal regista Ziad Doueiri.

### Sistema scolastico
Il Libano è uno dei paesi con la più alta percentuale di alfabetizzazione nel mondo arabo e nella regione del Vicino Oriente: l'86% della popolazione. Poiché il Libano non ha risorse naturali, cioè materie prime, le risorse umane sono le più importanti per il paese.
Il governo dedica al sistema scolastico molte risorse, investendo più del 15% delle entrate statali. In particolare, negli ultimi anni è attivo un grande progetto per introdurre le tecnologie dell'informazione nelle scuole pubbliche.
In Libano, l'età dell'obbligo scolastico è ancora 11 anni. Il sistema scolastico era basato sul baccalauréat francese, ma vari cambiamenti sono stati adottati. Ci sono due tipi di scuole, quelle private e quelle pubbliche. Lo studente deve imparare la lingua araba come lingua madre e può scegliere di imparare la lingua inglese o la lingua francese come prima lingua straniera. Inoltre, può scegliere una terza lingua come seconda lingua straniera.
Nonostante le similitudini fra i sistemi scolastici libanese ed italiano, l'età dell'obbligo, la struttura scolastica come il calendario scolastico, il sistema dei voti e i temi trattati nei curricula scolastici dei due paesi sono diversi.

### Università
Il Libano ospita numerose università, che seguono perlopiù il sistema accademico statunitense e offrono titoli di studio riconosciuti dagli atenei degli Stati Uniti.
Tra le università più importanti spiccano, per prestigio, numero di iscritti, varietà di corsi e credibilità accademica, la American University of Beirut, fondata da missionari protestanti americani nell'ottobre 1866, la Lebanese American University, l'Università Araba di Beirut e l'Université Libanaise, che è l'unico ateneo statale del Paese.
Inoltre in Libano si trova la più importante università francofona tra quelle presenti in Paesi in cui il francese non sia lingua materna dominante della popolazione, l'Université Saint-Joseph, fondata dai Padri gesuiti nel 1875.

### Scienza
In ambito scientifico ricordiamo la figura del biologo Ardem Patapoutian, Premio Nobel per la medicina, nel 2021.

### Festività nazionale
| Data        | Nome                                                                          | Significato                                                     |
| ----------- | ----------------------------------------------------------------------------- | --------------------------------------------------------------- |
| 22 novembre | عيد الإستقلال اللبناني : Festa dell'Indipendenza (ʿĪd al-istiqlāl al-lubnānī) | termine del Mandato francese della Siria e del Libano, nel 1943 |

### Gastronomia
La cucina libanese è parte della cucina levantina e utilizza principalmente frutta, verdura e cereali. Tipici della cucina libanese sono i falafel e il hummus.

## Tutela dell'ambiente

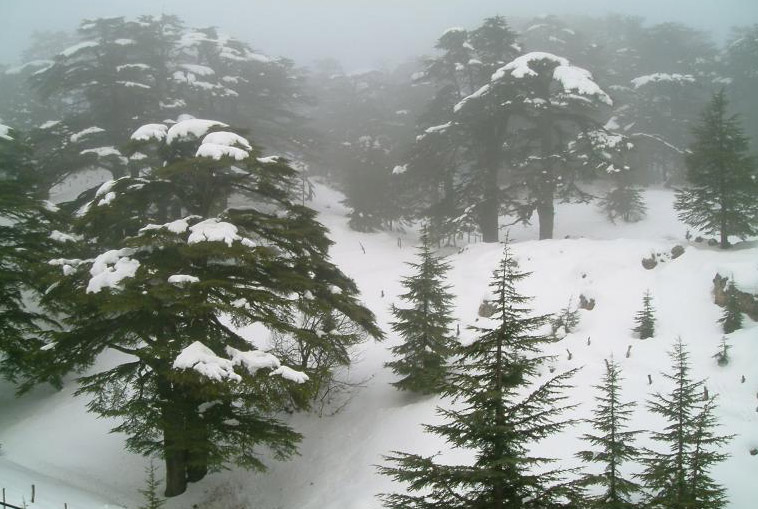
Cedri sotto la neve nella Foresta dei cedri di Dio

Durante gli anni della guerra civile, l'ecosistema libanese ha subito danni molto ingenti. Alcune foreste furono abbattute, altre furono bruciate dai frequenti incendi provocati dalle bombe e la distruzione di quasi tutti i servizi ha comportato la dispersione di rifiuti solidi e liquidi.
Finita la guerra, i fondi vennero utilizzati per la ricostruzione di strade, città e attività, perciò il problema della tutela ambientale passò in secondo piano. Questo ha portato in alcune zone ad un'edilizia incontrollata e ad altri gravi reati, come il pompaggio nel sottosuolo di liquidi pericolosi.
La situazione è comunque in via di miglioramento e il turismo, in aumento, ha comportato un inasprimento delle pene per reati contro l'ambiente e ha portato alla creazione di nuove aree protette. Nel governo libanese vi è anche la carica di ministro dell'ambiente, il che dimostra che esiste una certa sensibilità per le tematiche ambientali. Esistono anche diverse ONG che tutelano l'ambiente o stanno sensibilizzando gli abitanti.
La Foresta dei cedri di Dio dal 1998 è Patrimonio dell'umanità dell'UNESCO.

### Aree protette
Le zone protette più importanti del Libano sono:
- Riserva naturale dei cedri dello Shuf
- Riserva di Horsh Eden
- Riserva delle foreste di Tannourine
- Riserva delle coste di Tiro
- Riserva delle Isole delle Palme
- Palude di Aamiq
- Riserva naturale di Bentael

## Sport
Terzo posto ai Giochi panarabi del 1957 e del 1997. La Nazionale di calcio del Libano ha come capocannoniere Hassan Maatouk con 23 reti.
Per quanto concerne il kickboxing il Libano ha raggiunto nel 1997 il titolo di campione del mondo.
Il Libano ai Giochi olimpici ha conquistato due argenti e due bronzi alle Olimpiadi estive. Prima medaglia olimpica per il Libano fu la medaglia di bronzo vinta da Khalil Taha, nella lotta Greco Romana, ai Giochi olimpici di Helsinki 1952.